# Exaktní věda
Exaktní věda (exaktní – z lat. vědecky přesný, přísně vědecký) je věda založená na metodě umožňující znalosti o reálném světě získávat a zapisovat (reprezentovat) tak, že jsou součástí světa exaktního, tak vědu matematizovat. Připomeňme, že exaktnost exaktního světa (matematika, formální logika, programovací jazyky, exaktní hry) spočívá v dokonalé vazbě entit tohoto světa s lidskou psýchou, tedy tak, že každý v oboru vzdělaný člověk bez sebemenších pochyb (s nulovou vnitřní vágností) zná význam oněch entit. Exaktní svět je schopen modelovat pouze to, co je jeho součástí, a nic jiného. Pokud jím má být modelován reálný svět, musí být nejdříve nalezen způsob, jak ho (ve vhodně redukované podobě) převést na svět exaktní.

## Cesta ke zrodu exaktní vědy
Je to cesta od nepropojených, vzájemně izolovaných poznatků k systematicky budované matematizované vědecké teorii. Stavební kameny, na kterých bylo možno postavit exaktní (matematizovanou) vědu, byly v Newtonově době tvořeny pouze fragmenty. Jedním z důležitých bylo měření, to se vyvíjelo již od starověku. Jedná se o měření např. rozměrů pozemků a z nich pak výpočet jejich plochy, ze změřeného profilu výkopu a jeho délky výpočet kubatury zeminy, která se musí odtěžit pro založení stavby, nebo stavby vodního kanálu atp. V 16. a 17. století Koperník, Tycho Brahe, Kepler a Galileo ukázali, že na základě (dostatečně přesného) měření lze získávat znalosti opravňující ke změně názoru na uspořádání poloh nebeských těles a na jejich pohyb. Právě Galileo poukazoval na důležitost měření pro získání nových přesnějších znalostí. Stále to byly pouze ostrůvky, nikoli soustava vědeckého poznání mechaniky, o který usiloval Newton. Ten je považován za zakladatele exaktní vědy. Dal jí základy a počáteční impulz v podobě svých tří zákonů mechaniky. Tento počin byl převratný a jeho pokračování čekalo na další badatele. Jako vrcholný vzor, jak uspořádat soustavu znalostí, byla práce řeckého matematika a geometra Eukleida, z Alexandrie (asi 340 - asi 278 př. n. l.). Bylo to jeho dílo Základy, v němž staví geometrii deduktivním, axiomatickým způsobem (postupem tvrzení - důkaz), tak jak má být stavěna i exaktní věda, tedy jako formální systém ,. Eukleides vychází z pěti základních tvrzení (axiomů) a postupuje deduktivním odvozováním, známým z (moderní) matematiky, viz níže Příklad inference. Jeho Základy ovšem těží z prací mnoha dřívějších matematiků a filosofů. Deduktivní (axiomatický) systém vyžaduje exaktně vymezené objekty, s nimiž se v něm pracuje. Geometrické objekty, bod, přímka, kružnice atd. jsou objekty exaktního světa, a jsou exaktně definovatelné několika svými charakteristickými vlastnostmi. Newton ovšem stál před mnohem složitějším, a tehdy dosud neřešeným úkolem, jak poznávat nekonečně rozlehlý a nekonečně hluboký materiální svět, tak aby v něm vymezil (pro daný úkol) rozhodující entity (zástupce dané části reálného světa), a to exaktně, neboť jedině tak se mohly stát součástí exaktního světa.

## Nástroje exaktní vědy - odstranění vnitřní vágnosti

### Veličina – jednotné hledisko
Člověk ke každé entitě reálného světa, kterou právě vnímá a poznává, zaujímá své subjektivní, vágní a emocionální hledisko, které se každým okamžikem poněkud mění. Porozumění mezi vědci vyžaduje, aby každý z nich k dotyčné entitě reálného světa zaujímal téměř shodné (vhodně zúžené) hledisko jako jeho kolegové. K tomu slouží budované soustavy vědeckých pojmů odkazující ke zkoumaným entitám a jejich vlastnostem. Pojmy jsou vymezeny tak, aby mohly být chápány s malou vnitřní vágností, tak i subjektivitou a emocionalitou své interpretace. Tak každý z příslušné vědecké komunity chápe jejich význam dost přesně, téměř bez pochyb. Jsou-li entity reálného světa (k nimž pojmy odkazují) měřitelné, je možný další krok zpřesnění. Toho využívá exaktní věda a jde v tomto ohledu do extrému. Exaktní svět vyžaduje, aby lidské hledisko uplatněné na danou entitu bylo vyhraněné (ostré, s nulovou vnitřní vágností), zbavené subjektivity, emocionality a neměnné v čase. Tak aby mohlo být pro každého člena příslušné vědecké komunity přesně stejné. Redukovat množství hledisek na jediné je možné, pokud dotyčná entita reálného světa je elementární a měřitelná. Elementárnost usnadňuje a tak i umožňuje shodu (konsensus) na zaujatém hledisku (úhlu pohledu), a tak je možno i hledisko zafixovat v čase. Měřitelnost umožňuje zcela vyloučit vágnost, tak subjektivitu a tím i emocionalitu. To jsou podmínky, které umožňují dotyčné entitě reálného světa přiřadit veličinu (např. posuvnou rychlost, moment setrvačnosti apod.), elementárního měřitelného zástupce. Ten je chápan s jednotným exaktním významem (s nulovou vnitřní vágností interpretace - významu) v rámci příslušné vědecké komunity. Znamená to, že v rámci té komunity je sémantický diferenciál významu každé (v současné době mezinárodně) přijaté veličiny nulový. Jinak ještě řečeno, též sémantický šum významu dané veličiny je v rámci té komunity nulový. Na oněch podmínkách je postaven pojem veličiny, most mezi světem reálným a exaktním. Mostem je proto, že veličina se výše uvedeným postupem stává součástí exaktního světa a zároveň je reprezentantem (zástupcem) světa reálného či sondou do něho. Veličina je v exaktních vědách vybrána tedy tak, že mezi vzdělanci v příslušném oboru o ní samé nesmějí vzniknout žádné pochybnosti o zaujatém hledisku či hloubce a šíři náhledu, a tak jejího významu, tedy o interpretaci jejího jména. V exaktních vědách je veličina proto vždy přesně vymezena buď konsensuálně (základní množina) základní veličina, nebo definitoricky (odvozené) odvozená veličina. V tomto duchu píše I. Newton ve svém díle Philosophiae Naturalis Principia Mathematica v roce 1687. V současné době totéž platí pro veličiny – celosvětově zavedené soustavy veličin označené SI (z franc. Le Système international d'unités). Ve fyzice jsou to např. síla, intenzita elektrického pole, rychlost, atd. Touto cestou I. Newton vhodně voleným zástupcem reálného světa - veličinou vstupuje do kýženého exaktního světa, se kterým pracoval Eukleidés. To Newtonovi umožnilo vybudovat exaktní vědu jako novou metodu vědeckého poznání reálného světa, což byl pro vědu kritický zlom v možnostech rozvoje poznání.

### Poznání a jazyk
Věda stojí na dvou pilířích, na poznání a na zápisu a tak archivaci a sdělování poznaného. Je třeba ukázat, jak je jazyk z hlediska vágnosti svázán s poznáním. Vypovídá o tom následující hypotéza, kterou lze nazvat: Vyladění (optimalizace) pravdivosti sdělení – nejmenší ztráta informace: Sdělení poznáním získané informace má mít touž míru vágnosti, s níž byla informace poznáním (zdrojem informace) získána.. Vysvětlení je následující. Vnáší-li sdělující do sdělení větší vágnost, než odpovídá jeho poznání (zdroji informace), ošizuje adresáta o informaci. Podobně zmenšuje-li vágnost sdělení oproti vágnosti svého poznání, „vymýšlí si“ a znehodnocuje předávanou informaci.
Pro další vysvětlení je třeba se hlouběji obrátit k vlastnostem přirozeného lidského poznání, nyní s poněkud jinak zaměřeným pohledem. Úlohou poznání je, z gnozeologicky infinitní (nekonečně rozsáhlé a hluboké) reality člověku získat její kognitivní (znalostní, poznatkový) model, obsahující konečné množství informace. Pro tento účel musí tedy existovat filtr provádějící selekci a tak redukci informace. Je jím vágnost (Bertrand Russell), s níž při poznávání vnímáme a pak si pamatujeme informaci o reálném světě. Některé s menší vágností, jiné s větší, podle vzdálenosti od centra člověkem (během poznávání) zaujaté pozornosti. Vágnost vnesená do znalostí přirozeným filtrem poznání je vnitropsychická, říkáme jí vnitřní vágnost, a pro druhého člověka je utajená, může jí jen tušit a odhadovat. Je to vágnost niterná, veskrze prolínající lidské vědomí; je podmínkou a součástí myšlení, cítění a bytí člověka. Jistou část svých znalostí je člověk schopen sdělovat, a vágnost uchopitelnou (vnějším) sdělovacím jazykem nazýváme vágnost vnější. Potřebná vágnost přirozeného jazyka se tedy projevuje jednak vágní (a též emocionální a subjektivní) interpretací tj. konotací (ta vágně říká, co který jazykový konstrukt – výraz tj. slovo, věta, pro jistého člověka znamená, tedy jaký má význam) a pak jazykovými nástroji pro podpis a kvantifikaci vágnosti jako např. neurčitými kvantifikátory: MOŽNÁ, ASI, PŘIBLIŽNĚ …. apod., která adresáta na neurčitost upozorňuje. I tyto kvantifikátory jsou však interpretovány vágně, subjektivně a emocionálně. Převážná míra vágnosti přirozeného jazyka je však tvořena vágností konotace. Sdělovacími jazyky neformálními či formálními lze tedy uchopit – modelovat, jen vágnost vnější. Hranice mezi oběma typy vágnosti je u neformálních jazyků nevyhraněná a do jisté míry pohyblivá.
Různé vědecké postupy mají za cíl zkvalitňovat důvěryhodnost a přesnost získaných vědeckých poznatků. Pro jejich záznam je však třeba budovat přesnější jazyk, s menší (vnitřní) vágností sdělení, než je běžné v denním životě ,. Slouží k tomu (již výše zmíněná) účelově (oborově) budovaná názvosloví umožňující přesněji popsat zkoumanou realitu a získané znalosti o ní. Lidé vzdělaní v příslušném oboru znají názvoslovné pojmy s malou vnitřní vágností, tedy dost přesně vědí, co jednotlivé pojmy znamenají. Je to ale stále ještě věda založená na přirozeném lidském poznání a na přirozeném jazyce, i když zpřesněném (odborném). Říká se jí věda popisná. Za jistých (dále uvedených) podmínek, lze se zpřesněním jít až do extrému, kdy je vnitřní vágnost poznání i sdělování odbourána zcela, tedy anulována.
S epochální myšlenkou jak vnitřní vágnost v interpretaci všech jazykový konstruktů popisujících znalosti snížit k nule (zakázat ji), přišel Newton a vybudoval na ní základ exaktních věd. Z výše uvedené optimalizace pravdivosti sdělení plyne, že požadujeme-li odbourat vnitřní vágnost ve sdělení zcela (anulovat ji), pak ovšem musí být nejprve zcela odbourána v poznání (zdroji informace). Znamená to, že je nutno se vyhnout vzniku vnitřní vágnosti, tedy zvolit jiný filtr poznání, než je vágnost. Tím přecházíme z přirozeného lidského světa, do světa umělého. Říkáme mu svět exaktní, a vysvětlíme proč. U přirozeného jazyka nelze zcela odstranit (anulovat) vnitřní vágnost, lze však vybudovat umělé formální jazyky (matematika, formální logiky, programovací jazyky), které mají vnitřní vágnost konotace nulovou (tak mají exaktní interpretaci) a jinou mít z principu nemohou (nesmí). A nyní slíbené vysvětlení.
Jazyky s nulovou vnitřní vágností konotace, tedy významu svých jazykových konstruktů, mají tu vlastnost, že veškeré tyto konstrukty jsou každým patřičně vzdělaným člověkem, chápány s naprosto přesným, tedy exaktním významem. To je důvod, proč jsou součástí exaktního světa. Máme tedy jazyk, který je schopen zapisovat (reprezentovat) znalosti s nulovou vnitřní vágností. Ty však nejdříve musí být získány odpovídajícím poznáním, poskytujícím znalosti rovněž s nulovou vnitřní vágností, tedy rovněž z exaktního světa. A již je zřejmé, že jsme na cestě zrodu vědecké metody tvořící vědu náležející do exaktního světa, tedy rodí se exaktní věda. Ještě je třeba vysvětlit, jak uskutečnit exaktní poznání, tedy poznání, kdy znalosti získané z reálného světa jsou součástí exaktního světa. Zázračný most mezi reálným a exaktním světem, který to umožňuje, je výše zmíněná veličina. Je společná oběma zmíněným světům, neboť v exaktním světě je exaktně vytyčena (každý vědoucí člověk bez nejmenších pochyb ví, co znamená, tedy jaký má význam), a v reálném světě je elementární měřitelnou sondou do něho, a tak jeho elementárním měřitelným zástupcem. Je elementárním stavebním kamenem exaktní vědy. A jak je to s tím umělým filtrem, který umožňuje vyhnout se vnitřní vágnosti? Pro každý problém reálného světa, který má být uchopen exaktní vědou, je třeba zvolit skupinu vhodných veličin, nalézt přírodní zákonitosti, které v reálném světě mezi nimi platí, a ty popsat matematickým jazykem. Vznikne tak matematický znalostní (kognitivní) model dané části reálného světa. Skupina vybraných veličin tvoří diskrétní Newtonův filtr (síto), kterým se na danou část reálného světa díváme, Newton digitalizoval přirozený vágní lidský pohled na reálný svět. Tak je v exaktní vědě daná část reálného světa zastoupena skupinou vhodně zvolených (a pro daný úkol dominujících a nepostradatelných) veličin a matematicky (programovacím jazykem) popsanými vztahy mezi nimi (přesněji mezi jejich jmény – symboly je označujícími). I exaktní věda musí mít nástroj, kterým může popsat neurčitost získaných výsledků - znalostí, ať už z nutnosti, či z potřeby opustit přílišnou přesnost. Jelikož vnitřní vágnost to být nemůže (nesmí), může použít pouze jazykově uchopitelnou nejistotu (vnější vágnost). Pro ten účel je k dispozici popis fuzzy , nebo stochastickými hodnotami veličin, a fuzzy či stochastickými vztahy mezi veličinami. Jinými slovy: Vágnost může být v hodnotách veličin a ve vztazích mezi veličinami (vnější vágnost), nemůže (nesmí) být v jejich interpretaci (vnitřní vágnost).

## Ztráta hybatele inference
Vykázáním vnitřní vágnosti za hranice exaktního světa, je vykázán nejen lidský duch invence žijící v hypotetickém vágním představovém a pocitovém jazyce, ale s ním i invenční schopnost samohybnosti myšlení. Tak je ztracen hybatel inference (odvozování) v rámci exaktního světa. Ztráta samohybnosti inference, nemožnost jejího přenosu do exaktního světa se zakázanou vnitřní vágností, je krokem od člověka ke stroji; je krokem od živého k neživému v informatickém smyslu ,. Inference v exaktních vědách, spočívá v krocích, kterými je (při zachování daných pravidel) možno měnit syntaktickou složku (formu) jazyka a odvodit tak nové jazykové konstrukty, jež mohou mít nový informační význam., viz dále: Příklad inference ve formálním systému. K uskutečnění inferenčních kroků musí nastoupit lidský hybatel, který hledá cestu, jak volit úpravy syntaktické složky, k získání hledaných jazykových konstruktů poskytujících kýženou informaci, viz zmíněný příklad inference. Výchozí jazykové konstrukty se při tomto postupu nazývají axiomy, cílový se nazývá teorém. Cesta inferenčních kroků od axiómů k teorému se nazývá důkaz. Axióm, kterému je přiřazen význam v reálném světě se obvykle nazývá postulát. Postulátem je tvrzení o reálném světě natolik (v dané etapě poznání) ověřené, že se považuje za důvěryhodné a konsensuálně přijatelné, a lze ho tak použít k odvození dalších znalostí.

## Exaktní věda a lidská psýcha
Exaktní svět (nezobrazující vztah k reálnému světu např. neaplikovaná matematika, exaktní hry apod.) má vzhledem k lidské psýše jednu vrstvu exaktnosti, danou tím, že jak symboly dané části exaktního světa, tak i operace nad nimi každý znalý člověk zná s nulovou vnitřní vágností jejich významu, tedy bez jakýchkoliv pochyb. Jinak řečeno, znamená to, že v rámci dané komunity vědců, je sémantický diferenciál  jejich významu nulový, a je tak v jejím rámci nulový i sémantický šum významu oněch veličin. Jestliže však exaktní svět modeluje svět reálný, má exaktnost vzhledem k lidské psýše navíc další vrstvu. Pak exaktnost dané vědy tkví v tom, že jak matematické objekty, tak i operace nad nimi jsou exaktně vytyčeny tj. s nulovou vnitřní vágností, tedy tak, že každý v matematice vzdělaný člověk naprosto přesně, bez jakýchkoli pochyb ví, co znamenají (vědec zná použitou matematiku). Navíc, onen vědec musí naprosto bez pochyb (s nulovou vnitřní vágností) vědět, co veškeré použité matematické jazykové konstrukce znamenají v dané části reálného světa. Jinými slovy: takto je (s nulovou vnitřní vágností, tedy exaktně) lidská psýcha propojena nejen s významy matematických objektů a operací nad nimi, ale navíc i s významy oněch objektů a operací nad nimi v reálném světě.

## Exaktní věda je metoda
Newton sice budoval axiomatický systém jen pro tehdejší (klasickou) mechaniku, ale jeho počin nastolil novou obecnou metodu. Pro svoji tehdejší mechaniku formuloval tři zákony - axiomy mechaniky a vybudoval funkční formální jazyk – teorii fluxí (teorie plynoucího – infinitesimální počet). Ten umožňoval popisovat spojitý (odehrávající se po nekonečně malých přírůstcích jak dotyčné veličiny, tak času) dynamický (s uvažováním vlivu setrvačnosti) pohyb. Bylo v něm možno symbolicky zapsat, že např. rychlost pohybu je derivací dráhy podle času. Bylo možno formálně matematicky odvozovat nové, hledané vztahy dynamických zákonů pohybu. Svým postupem Newton vytvořil obecnou metodu použitelnou pro kterýkoli jiný obor vědy. Podmínkou pro ustavení exaktního přístupu v daném vědním oboru je nalezení vhodných veličin, odhalení přírodních zákonů v reálném světě působících mezi nimi, a zápis oněch zákonitostí ve vhodném formálním jazyce. Tento Newtonův postup byl pro vývoj vědy přelomový, představuje objektivizaci poznání (s odstraněním vágnosti poznání mizí jeho subjektivita a emocionalita) i objektivizaci sdělení poznaného (s odstraněním vágnosti konotace všech použitých jazykových konstruktů mizí subjektivita a emocionalita sdělení), každý člověk vzdělaný v oboru přesně rozumí. Neodmyslitelnou cestou k této objektivizaci poznání a sdělování byly, Newtonovi již známé, Galileovy poznatky kvantifikace (měření) veličin. Kvantifikace je základním nástrojem objektivizace.
Cílem každého odvětví exaktní vědy je vybudovat soustavu znalostí jako axiomatický (deduktivní) systém, což se považuje za její nejdokonalejší tvar. Na příklad známým axiomatickým systémem popisujícím jevy elektromagnetického pole je soustava Maxwellových rovnic (James Clerk Maxwell r. 1865). Maxwellovy rovnice jsou axiomy (výchozí tvary), z nichž se dosazením hodnot popisujících konkrétní prostředí a inferencí (dovolenými úpravami rovnic) dají najít požadované znalosti ve tvaru rovnic (a nerovnic). Pro nově budované soustavy znalostí je často nutno budovat nová, odpovídající odvětví matematiky, zajišťující adekvátní reprezentaci nově získaných znalostí, a tak umožňující formulaci nových hypotéz. Poznání tak může probíhat překračováním, kdy nová hypotéza může předpovědět zatím neznámé jevy, či jejich zatím neznámé průběhy. Zaměřením experimentů a pozorování směrem předpovědí (získání nových dat), mohou zvěrohodnit, opravit (rozšířit) či vyvrátit onu hypotézu. Pro formulaci nových hypotéz je někdy nutno vybudovat nové odvětví matematiky, jindy použít některé existující, dosud aplikačně nevyužité.
To z reálného světa, co lze prostřednictvím veličin popsat umělým formálním jazykem (tedy jazykem s nulovou vnitřní vágností interpretace všech jeho jazykových konstruktů), jako matematicky (či převodem do programovacího jazyka, nebo přímo v něm) reprezentované vztahy mezi veličinami a parametry (např. tepelná vodivost, elektrický odpor,… obvykle vlastnostmi materiálního prostředí), je součástí exaktního světa, a lze pak i modelovat (simulovat) počítačem, který je rovněž součástí exaktního světa. Jsou to pak počítačové modely jevů a objektů reálného světa. Znalosti reprezentované v jazycích s neodstranitelnou (inherentní) vnitřní vágností (jazyky vnitropsychické a vnější sdělovací neformální-přirozené i umělé) nelze uchopit metodou exaktní vědy (inherentní vnitřní vágnost nelze odstranit), a tak ani modelovat na počítači.
Cesta k odstranění vnitřní vágnosti, je pro vědu z hlediska poznání reálného světa přelomová. Umožnila i typologicky rozdělit nástroje na zpracování informace na lidské - lidskou psýchu, kde je zpracovávaná informace inherentně svázaná se svojí (vnitřní) vágností a na umělé exaktní (matematika, formální logiky, programovací jazyky - tedy algoritmické zpracování) se zakázanou (nulovou) vnitřní vágností. Jsou to z hlediska typu zpracovávané informace disjunktní - mimoběžné světy.

## Působnost exaktní vědy
Je třeba zdůraznit, že touto metodou lze probádat a popsat jen velice specifickými postoji vymezenou, nepatrnou část reálného světa, pro kterou jsme schopni zavést veličiny, a znalosti reprezentovat umělým formálním jazykem. Diskrétní filtr velice omezuje oblast poznání, a též formální jazyk svým neúprosným požadavkem nulové vnitřní vágnosti interpretace všech jazykových konstrukcí velice ji omezuje, ovšem v souladu s filtrem poznání. Umožňuje popisovat pouze to, co jsme schopni poznat doopravdy exaktně a toho je relativně málo. Ve srovnání se znalostmi získanými přirozeným poznáním, které člověk v životě s úspěchem používá, je v exaktních vědách veškeré nesdělitelné znalosti nutno oželet. Je možno použít jen sdělitelné a to sdělitelné exaktně umělým formálním jazykem, tj. takové, které je adresát schopen přijmout s naprosto identickým významem, jaký mu sděluje kolega (zdroj informace), pracující třeba za oceánem. Z toho ihned plyne, jak jsou nesdělitelné, ale pro člověka životně důležité znalosti, exaktními vědami odhozeny, jako nepoužitelné. Tím se použitelnost metod exaktních věd pro poznání a popis reálného světa velice zužuje, ovšem tyto metody poskytují člověku nejdůvěryhodnější poznání. Jistě je proto možno nastolit otázku, zda veškerá věda může být přetvořena na exaktní vědu. Odpověď je nemůže. Podmínkou pro ustavení exaktní vědy je nalezení vhodných veličin, a to lze jen pro nepatrnou část reálného světa a pro specifické pohledy na něj. Jinak řečeno, filtr vágnosti umožňuje vágně znát mnohé, diskrétní filtr umožňuje exaktně znát nemnohé. Princip je ten, připustíme-li více vágnosti (neurčitosti), můžeme poznávat a tak i sdělovat více.

## Exaktní věda a přirozený jazyk
Je vhodné poznamenat, že neformálním (přirozeným) jazykem lze vyjadřovat i jména entit exaktního světa, např. jména herních karet a operací nad nimi (jsou dány pravidly hry), jména matematických objektů a operací nad nimi, např. derivace dráhy podle času, jména čísel, jména veličin (fyzikálních, chemických, biologických apod.) a matematických operací nad nimi atd. Platí to v okruhu lidí, kde význam oněch entit exaktního světa, každý z jedinců exaktně (tedy bez jakýchkoli pochyb) zná. V tomto případě nastává výjimečná situace, kdy konstrukty přirozeného jazyka ztrácejí svoji přirozenou vágnost, subjektivitu a emocionalitu a dostávají tak exaktní význam. Je to tím, že odkazují k exaktním entitám. Nezískávají však možnosti formálního jazyka, který obvykle umožňuje (obsahuje nástroje pro) formální inferenci (odvozování), kdy je možno pouze na základě syntaktické složky (formy) odvodit nové jazykové konstrukty, jež mohou mít nový informační přínos viz dále Příklad inference ve formálním systému. Přirozený jazyk však nemůže být součástí světa exaktního viz Matematika, Matematická logika, nemá exaktní interpretaci jazykových konstruktů, má vágní, subjektivní a emocionální konotaci. Pokud jsou konstrukty přirozeného jazyka vloženy do exaktního světa (např. proměnné ve formální logice), pak jen s tou podmínkou, že před branami exaktního světa ztratí svůj přirozený lidský význam, a stanou se z nich řetězce symbolů algoritmicky zpracovávané, buď bez interpretace (významu) nebo s novou exaktní interpretací, viz např. Matematika, Matematická logika.
Velice silným nástrojem exatních věd je inference. Pro uvědomění si, oč se jedná, je v následujícím uveden jednoduchý příklad.

## Příklad inference ve formálním systému
Inference , umožňuje nalezení (odhalení) nových znalostí, které jsou zpočátku ve formálním systému skryty. V exaktních vědách se jedná o znalosti o jisté části reálného světa. Vybrat jako ilustraci krátký a jednoduchý příklad používající znalosti o reálném světě, není snadné, lze ho však nalézt např. v, kde je uvedeno odvození relativistických vztahů. Zde jako ilustrace poslouží následující příklad, který není bezprostředně vázán na reálný svět, avšak princip použití inference ukazuje stejně dobře.
Tímto příkladem chceme ukázat postup inference a upozornit na to, že i v neinterpretovaném formálním systému lze formální inferencí získat novou informaci.
Uvedeme jednoduchý příklad dedukce (nalezení vztahu pro řešení kvadratické rovnice) ve formálním systému algebry.
Mějme výchozí formuli – axiom ve tvaru kvadratické rovnice :
{\displaystyle x^{2}+px+q=0}, kde {\displaystyle p}, {\displaystyle q} jsou reálné konstanty. (i)
Inferenčními pravidly jsou zde dobře známá pravidla dovolených úprav rovnic. Pravidla mají tu vlastnost, že mění formu rovnice, zachovávají však její platnost. Našim cílem je vyjádřit vztah pro {\displaystyle x} v závislosti na {\displaystyle p}, {\displaystyle q}, jinými slovy, nalézt řešení kvadratické rovnice (i).
Potřebná inferenční pravidla:
1.	obě strany rovnice je možno násobit toutéž formulí
2.	k oběma stranám rovnice je možno přičíst tutéž formuli
3.	obě strany rovnice lze umocnit (odmocnit) stejným exponentem
Použití metaznalostí: Zákazem vnitřní vágnosti ve formálním systému, jak bylo řečeno, byl vypuzen hybatel inference. Bude ho zastupovat vnější činitel, člověk znalý matematiky (podobně v karetní hře či v šachové hře by to byl člověk znalý té hry). Matematik ví, že osamostatnit {\displaystyle x} lze jen tehdy, jestliže se danou formuli podaří dovolenými úpravami převést na úplný čtverec (kvadrát nějaké formule), z hlediska našeho systému je to informace, která v něm obsažena není, je to metaznalost (zde bychom mohli říci, znalost z nadhledu, znalost matematika účelně vést inferenční kroky). Pak již formuli můžeme odmocnit a získat tak požadovaný výsledek. Cesta k získání úplného čtverce není složitá, tato cesta (krok po kroku od axiomu ke konečnému požadovanému tvaru – teorému) v matematickém názvosloví znamená důkaz. Konečný výsledek se nazývá teorémem.
Důkaz:
{\displaystyle x^{2}+px+q=0} axiom (i)
Ke každé straně axiomu (i) přičteme {\displaystyle -q}, dostaneme:
{\displaystyle x^{2}+px=-q} (ii)
Nyní ke každé straně formule (ii) přičteme {\displaystyle {\Big (}{\frac {p}{2}}{\Big )}^{2}} a dostáváme:
{\displaystyle x^{2}+px+{\Big (}{\frac {p}{2}}{\Big )}^{2}={\Big (}{\frac {p}{2}}{\Big )}^{2}-q} (iii)
Levá strana formule (iii) již je úplným čtvercem, jen ji upravíme do ekvivalentního názornějšího tvaru podle metaznalosti {\displaystyle (a+b)^{2}=a^{2}+2ab+b^{2}} :
{\displaystyle {\Big (}x+{\frac {p}{2}}{\Big )}^{2}={\Big (}{\frac {p}{2}}{\Big )}^{2}-q} (iv)
Nyní se každá ze stran odmocní:
{\displaystyle x+{\frac {p}{2}}=\pm {\sqrt {{\Big (}{\frac {p}{2}}{\Big )}^{2}-q}}} (v)
Ke každé straně rovnice se přičte formule {\displaystyle -{\frac {p}{2}}} a dostáváme vztah pro {\displaystyle x} :
{\displaystyle x_{1,2}=-{\frac {p}{2}}\pm {\sqrt {{\Big (}{\frac {p}{2}}{\Big )}^{2}-q}}} (vi)
což je hledaný teorém.
V souvislosti s tímto formálním systémem jsme nemluvili o žádné interpretaci. Získaný teorém však přesto přináší novou znalost. Znalost není z ontologického světa, ale ze světa symbolů, je to odvození nové formy, která vypovídá o kořenech (řešení) kvadratické rovnice, jež byla našim axiomem. Dává např. odpověď, kde v komplexní rovině pro daná {\displaystyle p}, {\displaystyle q}, leží odpovídající kořeny {\displaystyle x_{1,2}}. Posloupnost řetězců (formulí) (i) až (vi) je důkazem teorému (vi).